# Fukuoka International Women's Cup 2011
Il Fukuoka International Women's Cup 2011 è stato un torneo professionistico di tennis femminile giocato sul sintetico. È stata la 10ª edizione del torneo, che fa parte dell'ITF Women's Circuit nell'ambito dell'ITF Women's Circuit 2011. Si è giocato a Fukuoka in Giappone dal 2 all'8 maggio 2011.

## Partecipanti

### Teste di serie
| Nazionalità   | Giocatrice          | Ranking* | Testa di serie |
| ------------- | ------------------- | -------- | -------------- |
| Giappone      | Junri Namigata      | 111      | 1              |
| Thailandia    | Tamarine Tanasugarn | 131      | 2              |
| Taipei cinese | Chan Yung-jan       | 138      | 3              |
| Corea del Sud | Lee Jin-a           | 171      | 4              |
| Giappone      | Erika Sema          | 185      | 5              |
| Giappone      | Kumiko Iijima       | 208      | 6              |
| Corea del Sud | Kim So-jung         | 216      | 7              |
| Regno Unito   | Katie O'Brien       | 221      | 8              |

- Ranking al 25 aprile 2011.

### Altre partecipanti
Giocatrici che hanno ricevuto una wild card:
- Miyu Katō
- Aiko Nakamura
- Yumi Nakano
- Akiko Yonemura

Giocatrici che sono passate dalle qualificazioni:
- Miyabi Inoue
- Kazusa Ito
- Miki Miyamura
- Erika Takao

## Campionesse

### Singolare
Tamarine Tanasugarn ha battuto in finale  Chan Yung-jan con il punteggio di 6–4, 5–7, 7–5

### Doppio
Shūko Aoyama /  Rika Fujiwara hanno battuto in finale  Aiko Nakamura /  Junri Namigata con il punteggio di 7–6(3), 6–0